# Стежариј (Јаши)
Стежариј (рум. Stejarii) насеље је у Румунији у округу Јаши у општини Циганаши. Oпштина се налази на надморској висини од 154 m.

## Становништво
Према подацима из 2002. године у насељу је живело 395 становника, од којих су сви румунске националности.